# Dino di Radicofani
Dino di Radicofani (Radicofani, ... – Pisa, 1348) è stato un arcivescovo cattolico italiano.

## Biografia
Figlio del famoso brigante Ghino di Tacco, Dino fu patriarca di Grado dal 1332 al 1336, quando venne nominato arcivescovo di Genova. Rimase in Liguria fino al 1342, anno in cui fu trasferito all'arcidiocesi di Pisa. Qui morì nel 1348, vittima della peste nera come molte centinaia di suoi concittadini.
È ricordato come uno degli esperti di diritto canonico che nel 1345 dichiararono validi i requisiti di Bernardo Tolomei per la guida dell'abbazia di Santa Maria di Monte Oliveto.
Durante il suo mandato pisano avvenne l'apparizione della Sacra Immagine della Madonna presso il torrente Ardenza di Livorno, nel luogo dove ora sorge il famoso santuario mariano.